# Dominikanki Najświętszego Imienia Jezus z San Rafael
Dominikanki Najświętszego Imienia Jezus z San Rafael (Congregation of the Most Holy Name) – zgromadzenie zakonne sióstr dominikanek, na prawie papieskim. Założyli je w 1850 w San Francisco biskup Josep Sadoc Alemany OP i nowicjuszka dominikanek św. Krzyża Catherine Adélaide Goemaere. Celem zgromadzenia jest nauczanie dziewcząt. W 1995 zgromadzenie liczyło 18 domów i ok. 171 sióstr, dom generalny znajduje się w San Francisco.
W 1854 przeniosły dom generalny do miejscowości Benicia, w 1889 do San Rafael. W 1877 siostry przeszły spod jurysdykcji generała dominikanów pod władzę ordynariusza San Francisco. Zatwierdzenie papieskie otrzymały w 1931. W archidiecezjach Los Angeles i San Francisco prowadzą college i dwa szpitale.